# Халерндорф
Халерндорф (њем. Hallerndorf) општина је у њемачкој савезној држави Баварска. Једно је од 29 општинских средишта округа Форххајм. Према процјени из 2010. у општини је живјело 3.950 становника. Посједује регионалну шифру (AGS) 9474133.

## Географски и демографски подаци
Халерндорф се налази у савезној држави Баварска у округу Форххајм. Општина се налази на надморској висини од 282 метра. Површина општине износи 41,3 km². У самом мјесту је, према процјени из 2010. године, живјело 3.950 становника. Просјечна густина становништва износи 96 становника/km².

## Међународна сарадња
| Мјесто | Држава  | Врста сарадње | Од    |
| ------ | ------- | ------------- | ----- |
| Дрена  | Италија | партнерство   | 1989. |
| Извор  |         |               |       |